# José María Rubio Paredes
José María Rubio Paredes (Cartagena, 1 de enero de 1922 - Madrid, 12 de noviembre de 2021) fue un médico e historiador español.

## Biografía
Nació en Cartagena (España) el 1 de enero de 1922, donde cursó su primera enseñanza y bachillerato. Más tarde, se desplazó a Madrid para estudiar la carrera de medicina y el doctorado en la Universidad Complutense. Posteriormente, ejerció dos años como profesor adjunto de bioquímica y fisiología en la misma Universidad.

### Trayectoria
En 1950, fue contratado por la Compañía Española de Penicilina y Antibióticos. En ella dedicó más de veinte años de su vida a la investigación, desarrollo y producción de antibióticos participando en congresos y estancias en Estados Unidos, Alemania, Italia y Francia.
A comienzos de los años 1970 se inició en la investigación histórica tomando Cartagena como eje y referencia para sus estudios, labor como historiador por la que obtuvo multitud de premios y reconocimientos, entre ellos el de miembro de la Real Academia Alfonso X el Sabio y pregonero de la Semana Santa y de las Fiestas de Carthagineses y Romanos.
Doctor en medicina y miembro de la Real Academia Alfonso X el Sabio, estudió asuntos o personajes cartageneros o relacionados con la historia de Cartagena, como el rescate de cautivos cristianos de Argel, la cartografía de la ciudad, la Sociedad Económica de Amigos del País, la repercusión de la Revolución francesa en Cartagena, la visita de Carlos I, la arquitectura antigua y moderna en la ciudad, el testimonio de los viajeros que pasaron por la ciudad, la actriz Antera Baus, Liciniano de Cartagena, María Cegarra Salcedo, Juan Talamanco, el ingeniero Sebastián Feringán, etcétera. Como albacea de la escritora Carmen Conde, intervino para que Cartagena albergara el legado de Carmen Conde y la cesión de su biblioteca y archivo personal al Consistorio.

### Filantropía
En diciembre de 2008, hizo una donación personal al Ayuntamiento de Cartagena. El contenido era un conjunto documental compuesto por más de mil libros y carpetas relacionados con la historia de la ciudad. Todo ello fruto de las investigaciones que había llevado a cabo a lo largo de su vida, y que ha dado origen a toda una serie de libros y artículos. 
En julio de 2021, el pleno del Ayuntamiento de Cartagena le otorgó por unanimidad la Medalla de Oro de la ciudad por su trayectoria de investigación en honor a la ciudad de Cartagena. La Medalla de Oro vino avalada por los cuatro cronistas oficiales de Cartagena, junto a otros prestigiosos doctores, historiadores, arqueólogos, catedráticos de instituto y de universidad, por entender que prestó notables servicios a la ciudad y le dispensó honores a ella. La alcaldesa de Cartagena, Noelia Arroyo, aseguró que «con esta distinción, Cartagena cumple una deuda contraída con una vida marcada por su amor, entrega y servicio a la ciudad que lo vio nacer y en la que siempre ha estado presente».

### Muerte
Falleció el 12 de noviembre de 2021 en Madrid y fue trasladado a Cartagena donde descansarán sus restos.

## Libros
- Edición del Semanario literario y curioso de la Ciudad de Cartagena 1786-1788 (BIB. EST. REG46), 2004.
- La obra juvenil de Carmen Conde, Torremozas, Madrid, 1990.
- Biografía de Antonio Puig Campillo, 1876-1960, Cartagena, Universidad Popular del Excmo. Ayuntamiento de Cartagena, 1985.
- Francisco Cascales: Discurso de la Ciudad de Cartagena
- Memorias malditas del cantón murciano
- Edición de Fulgencio Cerezuela, Antigüedades de Cartagena, Academia Alfonso X el Sabio, 1978.
- Edición de Nicolás Montanaro. Observaciones sobre antigüedades de Cartagena. Cartagena: Molegar, 1977.
- Las Catorce Ediciones De Los Juegos Florales Del Campo De Cartagena En La Palma (1957-1987), Centro Cultural y Deportivo de La Palma, 1988.
- Los faros de la Región de Murcia, Cartagena: Autoridad Portuaria de Cartagena, 2001. ISBN 84-87138-32-2
- Historia de las torres vigías de la costa del Reino de Murcia (ss. XVI-XIX). Murcia: Real Academia Alfonso X el Sabio, 2000. ISBN 84-88996-53-5
- La financiación de la construcción del canal de Murcia en los siglos XVI-XVIII, Murcia: CajaMurcia, 1998. ISBN 84-89724-12-1
- La muralla de Carlos III en Cartagena, Murcia: Real Academia Alfonso X el Sabio, D.L. 1991. ISBN 84-87408-28-1
- Historia del Real Parque - Maestranza de Artillería de Cartagena: noticia histórica de este edificio en su bicentenario, precedida de sucinta información de la artillería en esta Plaza, Cartagena: Ayuntamiento, 1989. ISBN 84-505-9024-8
- Los ingenieros militares en la construcción de la base naval de Cartagena, (siglo XVIII). Madrid: Servicio de Publicaciones del EME, 1988. ISBN 84-86806-05-4
- El Templo de Santa María de Gracia de Cartagena, heredero de la catedral antigua, Cartagena: Junta de Cofradías de Semana Santa, D.L. 1987. ISBN 84-398-9028-1
- Edición de José Vargas Ponce, Descripción de Cartagena, Murcia: Academia Alfonso X el Sabio, 1978 imp.. ISBN 84-00-03759-5
- Edición de Nicolás Montanaro: Observaciones sobre antigüedades de Cartagena, El Autor, 1977. ISBN 84-400-2508-4